# Atimia vandykei
Atimia vandykei es una especie de escarabajo longicornio del género Atimia, tribu Atimiini, subfamilia Lamiinae. Fue descrita científicamente por Linsley en 1939.
La especie se mantiene activa durante el mes de junio.

## Descripción
Mide 6-8,5 milímetros de longitud.

## Distribución
Se distribuye por Estados Unidos.